# Al di là del bene e del male
Al di là del bene e del male és una pel·lícula italiana del 1977 dirigida per Liliana Cavani. El títol està extret de l'obra homònima Més enllà del bé i del mal del filòsof alemany Friedrich Nietzsche, protagonista del llargmetratge.

## Argument
Inspirat lliurement en fets reals de la vida de Nietzsche, Paul Rée coneix la desinhibida Lou Andreas-Salomé; després que els dos es coneguin, el noi decideix casar-se amb ella, però Lou és una dona que se sentiria empresonada en una relació. Aleshores comença un triangle amorós entre els tres nois; la situació, però, s'agreuja per la germana de Friedrich, Elisabeth, que, enamorada del seu germà, fa tot el possible perquè es mantingui allunyat tant de Paul com de Lou, atès que tots dos són jueus i, per tant, "corruptes".
Però en Friedrich no escolta l'Elizabeth ni la seva mare, marxa de casa per anar a viure amb Lou i Paul: viure junts no és gens fàcil, atès que Lou primer coqueteja amb Friedrich i després amb Paul però, tenint en compte que els dos discuteixen, fingeix tenir coit sexual amb un altre home per sanar la relació. La dona, adonant-se que la situació empitjora cada cop, decideix anar a Berlín juntament amb Paul, deixant en Friedrich sol. L'home sol coneix el "dimoni": després d'aquesta trobada decideix anar a sanar les relacions amb els altres dos nois, però aquesta vegada també el resultat és negatiu.
La relació entre Paul i Lou no és bona ja que és un tipus de relació "oberta" i Lou té diversos amants. Una nit, Karl, un dels amants de Lou, intenta suïcidar-se perquè la dona no es vol casar amb ell. Aleshores, Lou se sent obligada a fer-ho, provocant la ira i el dolor dels seus ex-amants. Paul es converteix en metge, però al cap d'un temps és atacat perquè és jueu i desapareix després que un grup de delinqüents l'arrosseguen a un arbust, presagiant un mal final. Friedrich, en canvi, es torna boig després d'assabentar-se que Lou s'ha casat. Llavors Lou va a veure en Nietzsche i recorda tots els bons moments que van passar junts.

## Repartiment
- Dominique Sanda: Lou Andreas-Salomé
- Erland Josephson: Friedrich Nietzsche
- Robert Powell: Paul Rée
- Virna Lisi: Elisabeth Förster-Nietzsche
- Nicoletta Machiavelli: Amanda
- Michael Degen: Karl Andreas
- Clara Colosimo: Trude, la cambrera
- Carmen Scarpitta: Malwida von Meysenbug
- Umberto Orsini: Bernhard Förster
- Elisa Cegani: la mare de Friedrich
- Philippe Leroy: Peter Gast
- Amedeo Amodio: doctor Dulcamara, el diable
- Renato Scarpa: psiquiatra
- Roberto Bruni: professor Julius Langbehn
- Mircha Carven: Wolfgang
- Piero Morgia: jove a la taverna
- Elvira Cortese: una altra criada
- Guido Cerniglia: convidat del saló Malvida
- Elisabeth Wiener: Gerta
- Clara Algranti: Teresa

## Reconeixements
- 1978 - Nastro d'argento
  - Millor actriu de repartiment a Virna Lisi
- 1978 - Grolla d'oro
  - Millor actriu a Virna Lisi